# Stazione di Orcasitas
La stazione di Orcasitas è una fermata ferroviaria di Madrid, sulla linea Móstoles-El Soto - Parla.
Forma parte della linea C5 delle Cercanías di Madrid.
Si trova lungo calle Campotéjar, tra i quartieri Orcasitas e Orcasur del distretto Usera di Madrid.

## Storia
La stazione è stata inaugurata il 24 settembre 1989 in occasione dell'inaugurazione del tratto Villaverde Alto-Atocha.